# Büssing 400
Büssing 400 – autobus miejski, produkowany przez niemiecką firmę Büssing.